# Lenka Reinerová
Lenka Reinerová (Karlín, 17 de maig de 1916 - Praga, 27 de juny de 2008) fou una escriptora txeca, considerada l'última escriptora de Praga en llengua alemanya, una tradició que comptava abans amb Franz Kafka, Franz Werfel, Egon Erwin Kisch, Rainer Maria Rilke o Max Brod. Per això ni els nazis ni els comunistes la van deixar en pau.

## Biografia
Va néixer en una família jueva no practicant, tots ells van morir en els camps de concentració nazis. La seva mare, nascuda a Saaz (avui Žatec) on la gran majoria de la població parlava alemany) parlava bé l'alemany i malament el txec, a diferència del seu pare, nascut a Praga, que parlava bé el txec i malament l'alemany.
Als 19, Lenka Reinerová era reportera per les revistes alemanyes que havien fugit de l'Alemanya Nazi i buscat refugi a Praga, Die Arbeiter-Illustrierte Zeitung (Revista Il·lustrada dels Treballadors) i Der Gegen- Angriff (El contraatac). Va ser en aquest moment quan es va trobar amb el seu marit, Theodor Balk, abans de ser la buscada per la Gestapo tan aviat com van arribar a Praga, com a redactors en cap de Der Gegen-Angriff.
El 1939, va ser arrestat a París amb un grup d'intel·lectuals txecoslovacs. Va ser empresonada a la presó de la Roquette, després fou transferida al camp de Rieucros a abans de ser enviat a un camp del Marroc (el de Oued Zem), d'on es va escapar per arribar a Casablanca i embarcar cap a Mèxic, om va conèixer Gustav Regler.
El 1948, de tornada a Praga després d'una estada a Iugoslàvia, també va tenir problemes amb els comunistes: va ser acomiadada a 1952 de la ràdio txecoslovaca, va ser condemnada 15 mesos de presó després del procés de Praga i les purgues estalinistes, el que significava la prohibició de l'escriptura i el bandejament a províncies. « Ja era comunista abans de la guerra -que era mal vist en el moment-, exiliada a Occident, jueva, periodista i casada amb un iugoslau. Era massa elements contra mi.»
Va ser rehabilitada el 1964 nomenada redactora en cap de Im Herzen Europas (Al cor d'Europa). Desafortunadament, la repressió que va seguir la Primavera de Praga va provocar la seva exclusió de la revista i del Partit Comunista de Txecoslovàquia, així com una nova prohibició de publicar que va acabar amb la Revolució de Vellut el 1989.
Lenka Reinerová ha invertit molt en la creació de la Casa Literària de Praga dels escriptors de llengua alemanya, el Casa de la literatura alemanya de Praga, que ha preferit a un museu, que considera pensat mirant al passat.
Lenka Reinerová està enterrada al Nou Cementiri Jueu de Praga, on també jo és enterrat Franz Kafka.

## Distincions
- Orde al Mèrit de la República Federal Alemanya
- Medalla al Mèrit de la República Txeca
- 2002: Ciutadana d'honor de la ciutat de Praga[11]
- 2003: Medalla Goethe

## Obres
- Das Traumcafé einer Pragerin (El somni cafè d'una noia de Praga, 1996)
- Mandelduft (1998)
- Zu Hause in Prag - manchmal auch anderswo (A casa a Praga - De vegades en un altre lloc, 2000)
- Alle Farben der Sonne und der Nacht (Tots els colors del sol i de la nit, 2004)
- Närrisches Prag (2005)
- Es begann in der Melantrichgasse (2006)
- Das Geheimnis der nächsten Minuten (El secret dels pròxims minuts, 2007)